# Lesbia Castillo
Lesbia Castillo es una política venezolana. Fue diputada por Carabobo. Perteneció a la Comisión Permanente de Contraloría.